# Lil Pump
Gazzy Garcia, mest känd under artistnamnet Lil Pump, född 17 augusti 2000 i Miami, är en amerikansk rappare, sångare, skivproducent och låtskrivare. Han är mest känd för sin låt Gucci gang, (2017) som hamnade som högst på en tredje plats på US Billboard Hot 100. Andra låtar han ligger bakom är bland annat "I Love It"(Ft. Kanye West), "Esskeetit", "Drug Addicts", "Butterfly Doors", ” Racks On Racks" och "Be Like Me"(Ft. Lil Wayne).  Han släppte sitt debutalbum Lil Pump 6 oktober 2017 och 22 februari 2019 släpptes Harverd Dropout.

## Uppväxt
Gazzy Garcia föddes 17 augusti 2000 i Miami i Florida. I en intervju 2018 uppgav han att båda hans föräldrar är från Colombia och att de skilde sig när han var sex år gammal. Hans mamma flyttade till Miami efter att ha fött Garcias äldre halvbror.
När Garcia var tretton år gammal träffade han Omar Pineiro, mer känd som Smokepurpp, och de började så småningom att arbeta tillsammans. Garcia och Piniero blev avstängda från flera distriktsskolor. Garcia blev därefter inskriven i en alternativ skola men blev avstängd även där efter att ha hamnat i slagsmål.

## Karriär

### Inledande karriär (2016)
Garcias musikkarriär började när Smokepurpp producerade ett spår och bad honom att freestyla till det. Resultatet släpptes 2016 på webbplatsen Soundcloud under titeln "Lil Pump". Garcia följde snabbt upp låten med singlarna "Elementary" och "Drum$tick" som tillsammans har över 24 miljoner lyssningar. Framgången på SoundCloud gav honom erkännande på Floridas underground rapscen, i en stil som kallas "SoundCloud rap". 2016 uppträdde han på No Jumper turnén samt på Rolling Loud Festival.

### Stigande popularitet ochLil Pump(2017)
Garcia inledde 2017 med att släppa singlarna "D Rose" och "Boss" som blev stora hits på SoundCloud och tillsammans har 140 miljoner lyssningar. "D Rose"s popularitet ledde till att en musikvideo producerades av regissör Cole Bennett, även känd som Lyrical Lemonade. Musikvideon släpptes på Youtube 30 januari 2017 och har fått 145 miljoner visningar per juli 2018.  Den 9 juni 2017 tecknade Garcia ett avtal med Tha Lights Global och Warner Bros. Records, endast två månader före hans sjuttonde födelsedag. Kontraktet med Warner Bros. Records ogiltigförklarades i januari 2018 eftersom han hade varit minderårig vid  undertecknandets tidpunkt.
I juli 2017 meddelade Garcia via Twitter att hans debutalbum var på gång och skulle släppas i augusti. Albumet blev dock uppskjutet och han släppte istället låten "Gucci Gang", som blev hans första låt att hamna på Billboard Hot 100. "Gucci Gang" toppade på plats nummer tre den 8 november 2017.
Debutalbumet Lil Pump släpptes 6 oktober 2017 och innehåller samarbeten med Smokepurpp, Gucci Mane, Lil Yachty, Chief Keef, Rick Ross och 2 Chainz.

### Harverd Dropout(2018-2019)
Efter uppgifter om att han hade lämnat sitt tidigare skivbolag Warner Bros. Records steg konkurrensen för att representera Garcia. Erbjudanden ska ha uppgått till mellan 8 miljoner dollar och 12 miljoner dollar eller mer och artister som Gucci Mane och DJ Khaled visade sitt intresse. I februari 2018 gick rykten om att han hade skrivit kontrakt med Gucci Manes bolag 1017 Records. Garcia tecknade emellertid ett nytt kontrakt med Warner Bros. Records för 8 miljoner dollar den 12 mars 2018.
Den 7 september 2018 samarbetade Garcia med Kanye West och komikern Adele Givens och släppte "I Love It".
Garcia tillkännagav i augusti 2018 en turné för att marknadsföra sitt outgivna album Harverd Dropout, men den ställdes in en månad senare på grund av "oförutsedda omständigheter". Den 5 oktober 2018 släppte han singeln "Multi Millionaire" tillsammans med Lil Uzi Vert.
"Arms Around You " släpptes i oktober 2018 av dubstepproducenten Skrillex och är ett samarbete han gjorde med Garcia, XXXTentacion, Maluma och Swae Lee.
Den 16 december 2018 anklagades Garcia för att ha uppträtt rasistiskt mot asiater efter att ha delat med sig av ett utdrag ur sin nya låt "Butterfly Doors". Texten innehöll asiatiska stereotyper och nedvärderande uttryck så som "Ching Chong" och textraden "they call me Yao Ming cause my eyes real low" som han i samband med drar ner sina ögonlock. Detta orsakade en hel del negativa reaktioner och fick kinesiska rappare att släppa så kallade diss tracks mot honom. Den 24 december 2018 lade han upp en film på appen Instagram där han bad om ursäkt för händelsen och singeln släpptes senare med de kränkande textraderna borttagna.
21 februari 2019 släppte Garcia och Lil Wayne låten "Be Like Me" tillsammans med en musikvideo där båda artisterna deltar.

## Kriminalitet

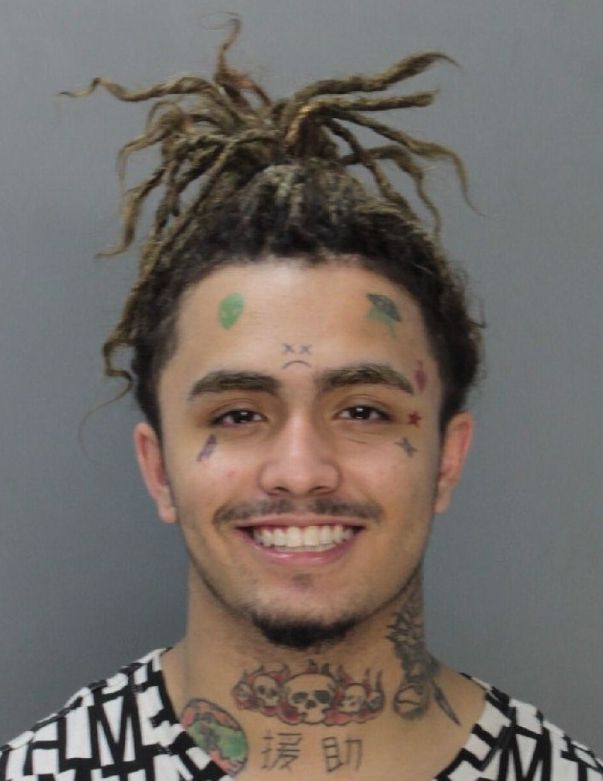
Lil Pumps förbrytarbild efter att ha blivit arresterad för att ha kört utan körkort i augusti 2018.

Den 15 februari 2018 arresterades Garcia för att ha avfyrat vapen på bebodd plats. Enligt hans manager försökte tre män bryta sig in i Garcias hem i San Fernando Valley och avlossade i samband med försöket skott mot ytterdörren. Polisen fann att kulan kan ha kommit inifrån huset. Vid senare undersökningar hittas en oladdad pistol under en balkong. Garcias mamma undersöktes för att ha äventyrat en minderårig och haft ett osäkrat vapen i hemmet.
Ett halvår senare, 29 augusti 2018, arresterades Garcia i Miami för att ha kört utan körkort.  Den 3 september meddelade han att han skulle hamna i fängelse "a few months" (några månader) eftersom han hade brutit mot den villkorliga frigivningen som härrörde från arresteringen. Trots detta gjorde han ett framträdande på den amerikanska TV-showen Saturday Night Live den 29 september. Garcias manager berättade för Billboard i oktober 2018 att rapparen hade suttit av ett fängelsestraff men lämnade inga ytterligare uppgifter.
I december 2018 greps Garcia av dansk polis efter en föreställning i Vega, Köpenhamn, han fick därefter inreseförbud i två år.
Senare i december 2018 arresterades Garcia på en flygplats i Miami för oordnat beteende. Säkerhetskontrollanter ville söka igenom Garcias bagage efter att bagagehanterarna känt en stark cannabislukt komma ifrån en av väskorna. Väskan innehöll, precis som Garcia hävdade, inte några droger, men under mötet med polisen ska han ha börjat argumentera med säkerhetskontrollanterna och han togs sedan i förvar.

## Diskografi
- Lil Pump (2017)
- Harverd Dropout (2019)